# To Hell and Back (album)
To Hell and Back – studyjny album grupy powermetalowej Sinergy, wydany 26 czerwca 2000.
Według danych z kwietnia 2002 album sprzedał się w nakładzie 2,325 egzemplarzy na terenie Stanów Zjednoczonych.

## Lista utworów
Opracowano na podstawie materiału źródłowego.
1. "The Bitch Is Back" (Goss, Laiho) – 4:05
2. "Midnight Madness" (Goss, Hietala, Laiho) – 4:14
3. "Lead Us to War" (Goss, Laiho, Latvala) – 4:13
4. "Laid to Rest" (Goss) – 5:40
5. "Gallowmere" (Goss, Laiho) – 5:44
6. "Return to the Fourth World" (Goss, Hietala, Laiho) – 4:09
7. "Last Escape" (Goss, Latvala) – 4:32
8. "Wake Up In Hell" (Goss, Laiho, Lillman) – 6:55
9. "Hanging On the Telephone" (Lee) – 2:03